# Летовка (река)
Летовка — река в Московской области России, левый приток Цны.
Начинается на заболоченном лугу в 6 километрах к западу от села Дмитровский Погост городского округа Шатура, впадает в Цну у села Куплиям муниципального округа Егорьевск.
Длина — 27 километров, площадь водосборного бассейна — 134 км² (по другим данным — 146 км²). Река равнинного типа. Питание преимущественно снеговое. Замерзает обычно в середине ноября, вскрывается в середине апреля:7—8. Протекает по совершенно ненаселённым глухим местам, где встречаются бобры, лоси и косули. Самой яркой достопримечательностью является каменный Никольский храм, построенный в 1882 году на берегу реки в селе Середниково, который постепенно восстанавливается.
Имеет правый приток — реку Ивановку. На реке расположены населённые пункты Бабынино, Самойлиха, Середниково, Куплиям. В Середникове по мосту реку пересекает автотрасса Москва — Касимов.
Название, вероятно, происходит от находившихся около реки балтских поселений. Возможно, упоминается в Воскресенской летописи в 1209 году как Литова. В жалованной грамоте 1616 года, данной царем Михаилом Федоровичем Николо-Радовицкому монастырю, река упоминается уже как Литвунька. Впоследствии река стала называться Летовкой, как и деревня Летва стала Летовом.